# Rei Zhuang de Chu
Rei Zhuāng de Chǔ (楚莊王), (?-591 aC) va ser un monarca de la Dinastia Zhou vassall de l'Estat de Chu que va viure durant el període de les Primaveres i Tardors de la història xinesa. Nascut com Mi Lǚ (羋侶), va esdevenir un dels Cinc Hegemònics i més tard va tractar d'arrabassar el control de la Xina del rei Zhou.